# Ljudmila Postnova
Ljudmila Grigorjevna Postnova (ryska: Людмила Григорьевна Постнова), född 11 augusti 1984 i Jaroslavl i dåvarande Ryska SFSR, är en rysk handbollsspelare.

## Klubbkarriär
Ljudmila Postnova började spela handboll i sin hemstad vid tolv års ålder. Hon debuterade  för den lokala klubben Jaroslavl i den ryska ligan, innan hon flyttade till toppklubben GK Lada Toljatti 2002. Hon vann ryska mästerskapet 2003, 2004, 2005 och 2006. 2007 gick Lada Togliatti till final i EHF Champions League.
I januari 2010 bytte Postnova klubb till ligakonkurrenten Zvezda Zvenigorod, som hon vann ryska cupen med 2011 och 2014. Efter säsongen 2013-2014 gjorde hon ett uppehåll i handbollsspelandet. Hon anslöt till GK Astrakhanochka i februari 2016.

## Landslagskarriär
Postnova är tredubbel världsmästare i handboll då hon varit med och vunnit VM 2005, 2007 och 2009. 2009 utsågs hon till turneringens mest värdefulla spelare MVP. Hon tog också  OS-silver i damernas turnering i samband med de olympiska handbollstävlingarna 2008 i Peking. Postnova har spelat mer än 200 landskamper för det ryska landslaget. Vid EM 2006  i Sverige tog hon silver efter förlust i finalen mot Norge. Hon tävlade också vid olympiska sommarspelen 2012 i London. Hon avslutade sin landslagskarriär med att delta i EM i Sverige 2016.